# Airlines Manager 2
Airlines Manager 2 est un jeu vidéo de simulation économique d'une compagnie aérienne développé et édité par Playrion. Le jeu sort au cours de l'année 2013 sur Internet et fait suite à la première version, Airlines Manager. Le 23 octobre 2015, le jeu sort sur le Play Store pour Android et sur l'App Store quelques jours plus tard chez iOS. L'app est disponible sous le nom Airlines Manager: Tycoon 2022.

## Système de jeu
Le jeu présente la plupart des appareils aéronautiques connus tels que l'Airbus A380 ou encore le Boeing 747-400 ainsi que 2600 aéroports tels que Paris Charles-de-Gaulle ou l'aéroport de New-York John Fitzgerald Kennedy,.
Au départ, le joueur commence avec 300 000 000 $ et a pour but de posséder le plus de lignes aériennes, d'appareils, ainsi que de chiffre d'affaires ce qui classe le personnage dans un classement.
Dans le mode classique, le temps de jeu est réel et proportionnel à la réalité.
Dans le mode accéléré le joueur gagne de l'argent plus vite, les livraisons sont plus rapides mais la durée du jeu n'est que d'un mois par rapport au mode classique sans fin de vie.
Au fur et à mesure, le personnage peut débloquer des fonctionnalités comme l'avion-cargo ou encore certains services qui font la réputation de l'entreprise.

## Postérité
Le jeu est développé en France. Il est reconnu dans plusieurs pays et notamment par l'ATAI qui conseille le jeu pour les étudiants en économie pour le futur de l'aéronautique.
Il a aussi été présenté au Salon du Bourget et à la Paris Games Week avec grand succès.
Au départ, le jeu ne rassemblait que 100 000 joueurs. En 2018 le jeu rassemble plus de 1,3 million de comptes actifs.